# Aquiles Pistilli
Aquiles Pistilli (Montagano, 1820 - Aversa, 1869) fue un compositor italiano.
Estudió en el Conservatorio de Nápoles y en 1840 hizo representar en su ciudad natal, la ópera Il finta feudatario, que fracasó, y más tarde Rodolfo di Brienza, que si tuvo una acogía más favorable (1846). Diez años más tarde estrenó el drama lírico Matilde de Ostau, y a partir de entonces se dedicó exclusivamente a la enseñanza, hasta que perdió la razón al morir uno de sus hijos, de trece años de edad. Además de sus producciones románticas, dejó: 4 Misas, a 4 voces y orquesta; un Miserere, a 4 voces; un Te Deum, un Magnificat, 6 Tantum ergo, varios Motetes y numerosas melodías vocales, composiciones para piano, etc ...